# جان چارلز کمبل
جان چارلز کمبل (انگلیسی: Jock Campbell; ۱۰ ژانویهٔ ۱۸۹۴ – ۲۶ فوریهٔ ۱۹۴۲) فرد نظامی اهل بریتانیا بود. وی همچنین برندهٔ جوایزی همچون صلیب نظامی و صلیب ویکتوریا شده‌است.